# 皇后大道浸信會

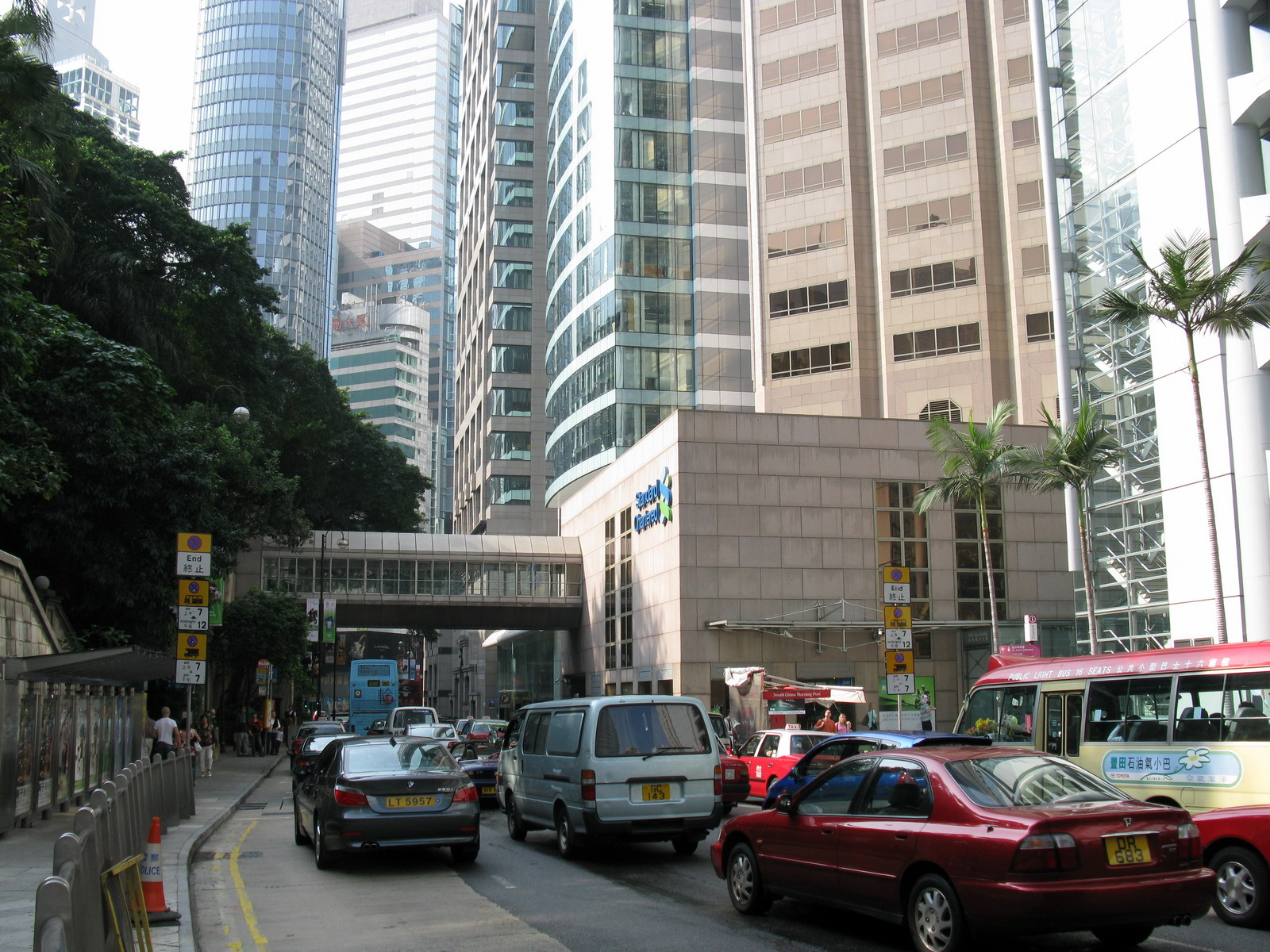
現時皇后大道中的近貌

皇后大道浸信會於1842年成立，是香港開埠早期的基督教教會，隸屬浸信會。堂址坐落香港皇后大道濱海地段，是香港開埠以來第一間基督教教堂，也是中國近代史上第一所基督教教堂。此教堂早已被拆卸，不再存在。

## 歷史
早於1814年，美國浸信會（American Baptists）成立全美浸信會國外傳教大會（The General Convention of the Baptist Denomination in the United States for Foreign Missions），致力策動海外宣教事工。1835年全美浸信會國外傳教大會派遣傳教士叔未士夫婦（J. Lewis Shuck，1812–1863；，1817–1844）來華宣教。可惜當時因清廷禁止傳教，叔末士夫婦惟有在新加坡、澳門等地逗留，展開宣教的預備工作。 
直至1842年，清朝在第一次鴉片戰爭中被英國打敗，於是與英國簽訂《南京條約》，將香港島連同鄰近的鴨脷洲才正式割讓與英國。該會正式展開在華的宣教工作。同年3月，叔末士夫婦及傳教士羅孝全先後來港，建堂宣教。當時英國駐華全權公使砵甸乍允諾免費贈予皇后大道濱海地段，作為興建教堂之用；興建教堂的經費由澳門及廣州外僑友好捐獻1,500元、砵甸乍捐獻50英鎊及駐港海軍司令湯赫拔（Sir Thomas Herbert）捐獻50英鎊；遂於5月15日在皇后大道設立香港首間浸信會。至同年7月，新禮拜堂落成，開設中英文崇拜；由叔末士先生出任該會牧師。由於新建教堂位於香港島北岸皇后大道，故此起名為皇后大道浸信會。此乃香港第一間基督教會堂。而且，日後成立的香港浸信教會也源出於此教會。

## 教堂特色
教堂矗立於當時維多利亞城的中央位置，面對維多利亞港。該教堂全長70英尺，寬27英尺，面積大約2千平方英尺。教堂有前庭，樓頂呈半圓形並且裝置倫敦製造大銅鐘一座。
教堂装潢講究，外牆和內牆均掃白灰，窗戶則採用法國式落地大窗，天花呈粉藍色，地板樣式似雲石；內正門設有廂房1間及聖衣室2間，並設有樟木講壇及藤織坐椅，可供百人聚會。

## 香港第一間基督教教堂
除了浸信會，聖公會、崇真會、美部會、禮賢會及倫敦傳道會均早期來港建立教會，皆比香港皇后大道浸信會為晚，故此皇后大道浸信會可稱為「香港第一間基督教教堂」 。現列出其他早期香港教堂的建堂資料如下：
- 1843年，倫敦傳道會英華書院由馬六甲遷港，校內舉行聚會崇拜，稱為英華書院公會。[5]
- 1849年，聖公會聖約翰座堂正式落成。[6]
- 1851年，崇真會韓山明牧師在上環街市附近成立首間客家教會。[7]
- 1882年，循道會華人信徒在香港租賃堂址。[7]
- 1883年，美國的喜嘉理牧師創立公理會佈道所。同年六月，國父孫中山先生於該處接受洗禮。[8]
- 1914年，禮賢會香港堂落成。[9]

## 中國近代史上第一間教堂
在鴉片戰爭前後，很多歐美差會分別在香港及五口宣揚基督教，浸信會差遣宣教士包括叔末士前往香港，瑪高溫前往寧波，以及羅孝全前往廣州。美部會、倫敦會、長老會及浸信會分別在上海、廈門、寧波、福州及廣州等地建立教堂，先後被教會历史学家稱譽為近代中國最早建立的基督教教堂。然而，考究其教堂成立之年份，皆比香港皇后大道浸信會為晚，故此中國近代史上第一間教堂，非皇后大道浸信會莫屬。現列出其他同時期在華教堂的建堂資料如下：
- 1843年12月，倫敦會傳教士麥都思（Walter H. Medhurst，1796–1857）在上海成立禮拜堂。
- 1844年1月，美部會（American Board of Commissioners for Foreign Missions）差派的雅裨理（David Abeel，1804–1846）在廈門租用房舍，作教堂之用。1849年2月，來自美部會（American Board of Commissioners for Foreign Missions）的傳教士博曼（William J. Pohlman，?–1849）在廈門建立新街禮拜堂。
- 1845年5月，美國長老會傳教士麥嘉締（P. B. McCarttee）在寧波成立教會，被認為「極可能乃第一所在中國境內的新教教會」。
- 1845年5月14日，羅孝全在廣州南關東石角，建立粵東施蘸聖會（The Uet-tung Baptist Church）或稱粵東浸信會，為廣州最早的教會。
- 1850年，來自暹羅的美部會傳教士楊順（Stephen Johnson）在福州城外南台島的保福山，興堂建舍，成為該會在福州的宣教中心。

## 參看
- 浸信會
- 香港浸信會聯會

## 外部連結
- 香港浸信會聯會